# Елизавета Гессен-Кассельская (1596—1625)
Елизавета Гессен-Кассельская (нем. Elisabeth von Hessen-Kassel; 24 марта 1596, Кассель — 16 декабря 1625, Гюстров) — принцесса Гессен-Кассельская, в замужестве герцогиня Мекленбургская. Поэтесса, писавшая на немецком и итальянском языках, переводчица.

## Биография
Елизавета — старшая дочь ландграфа Морица Гессен-Кассельского и его супруги Агнессы Сольмс-Лаубахской, дочери графа Иоганна Георга. Её крёстной матерью стала английская королева Елизавета, которую по этому поводу представлял Генри Клинтон, 2-й граф Линкольна. Крестины Елизаветы известны как одно из самых дорогостоящих праздничных мероприятий при кассельском дворе, в честь этого события были проведены одни из последних рыцарских турниров в Европе.
Воспитанием старшей дочери занимался отец, который обучал Елизавету вместе с братьями в придворной школе. Елизавету описывали как умную женщину, она знала несколько языков и написала более двухсот стихотворений, переводила на немецкий сочинения на итальянском, сочиняла музыку и играла на музыкальных инструментах.
Елизавету прочили в невесты шведскому герцогу Карлу Филиппу, но этот брачный проект не реализовался. Впоследствии Елизавета была помолвлена с Фредериком Генрихом Оранским, но тот также разорвал помолвку из-за разногласий в размере приданого.
25 марта 1618 года Елизавета вышла замуж в Касселе за герцога Иоганна Альбрехта II Мекленбургского, у которого уже было четверо детей от предыдущего брака. Музыкально одарённая герцогиня создала в Гюстрове придворную капеллу и продолжала свои литературные занятия. В браке с Иоганном Альбрехтом детей не было.